# Bratislavská lyra
Bratislavská lyra (slovensky Bratislavská lýra) byl československý festival populárních písní, který se od roku 1966 konal každoročně v Bratislavě. Ve své době to byl největší a nejoblíbenější hudební festival populárních písní v Československu. Hlavní náplní festivalu byly národní soutěž, mezinárodní soutěž a koncerty zahraničních hostů.
Poprvé se festival konal roku 1966. Vítězem národní soutěže byl Karel Gott s písničkou Mám rozprávkový dom. Festivalu se pravidelně zúčastňovali nejpopulárnější českoslovenští zpěváci a zpěvačky (např. Eva Pilarová, Marta Kubišová, Helena Vondráčková, Petr Novák, Karel Černoch, Waldemar Matuška, Martha a Tena Elefteriadu, Karol Duchoň, Marcela Laiferová, Marika Gombitová, Miroslav Žbirka, Richard Müller aj.) V roce 1974 se také prvně stalo, že si zlato odnesli dva interpreti, v dalším roce 1975 byla udělena dvě stříbrná a dvě bronzová ocenění. V tomto roce také festival získal (jako první ze socialistického bloku) ocenění Mezinárodní federace festivalů (FIDOF).

## Národní soutěž - ocenění
| Ročník | Bratislavská lyra | Interpret                             | Píseň                         | Hudba                         | Text                    |
| ------ | ----------------- | ------------------------------------- | ----------------------------- | ----------------------------- | ----------------------- |
| 1966   | Zlatá             | Karel Gott                            | Mám rozprávkový dom           | Vieroslav Matušík             | Eliška Jelínková        |
| 1966   | Stříbrná          | Helena Vondráčková a Marta Kubišová   | Oh, baby, baby                | Bohuslav Ondráček             | Jan Schneider           |
| 1966   | Bronzová          | Waldemar Matuška                      | Už modrej činžák zhas         | Alfons Jindra                 | Václav Fischer          |
| 1967   | Zlatá             | Eva Pilarová                          | Requiem                       | Bohuslav Ondráček             | Jan Schneider           |
| 1967   | Stříbrná          | Waldemar Matuška                      | Don Diri Don                  | Bohuslav Ondráček             | Jan Schneider           |
| 1967   | Bronzová          | Marta Kubišová, Waldemar Matuška      | Nech tu lásku spát            | Jindřich Brabec               | Jiří Aplt               |
| 1968   | Zlatá             | Marta Kubišová                        | Cesta                         | Jindřich Brabec               | Petr Rada               |
| 1968   | Stříbrná          | Helena Vondráčková a Waldemar Matuška | To se nikdo nedoví            | Zdeněk Marat                  | Zdeněk Borovec          |
| 1968   | Bronzová          | Waldemar Matuška                      | Hou, hou                      | Bohuslav Ondráček             | Zdeněk Rytíř            |
| 1969   | Zlatá             | Karel Černoch                         | Píseň o mé zemi               | Karel Černoch                 | Pavel Žák               |
| 1969   | Stříbrná          | Naďa Urbánková                        | Mosaznej džbán                | Jindřich Brabec               | Jiří Aplt               |
| 1969   | Bronzová          | Karel Gott                            | Hej, páni konšelé             | Jaromír Klempíř               | Jiří Štaidl             |
| 1970   | Zlatá             | Marcela Laiferová                     | Slová                         | Ivan Horváth                  | Ivan Úradníček          |
| 1970   | Stříbrná          | Martha a Tena Elefteriadu             | To všetko bolo včera          | Bohumil Trnečka               | Ján Štrasser            |
| 1970   | Bronzová          | Jitka Zelenková                       | S létem zpívám                | Harry Macourek a Milan Dvořák | Jiří Růžička            |
| 1971   | Zlatá             | Hana Ulrychová                        | Spoutej mě                    | Bohuslav Ondráček             | Zdeněk Borovec          |
| 1971   | Stříbrná          | Eva Máziková                          | Orfeus a Eurydika             | Ján Siváček                   | Tomáš Janovic           |
| 1971   | Bronzová          | Viktor Sodoma                         | Vánek                         | Václav Zahradník              | Eduard Krečmar          |
| 1972   | Zlatá             | Eva Máziková                          | Krédo                         | Miroslav Brož                 | Tibor Grünner           |
| 1972   | Stříbrná          | Zdena Lorencová                       | Koukol                        | Zdena Lorencová               | Zdena Lorencová         |
| 1972   | Bronzová          | Ivo Heller                            | V mene človeka                | Bohumil Trnečka               | Ján Turan               |
| 1973   | Zlatá             | Pavel Bartoň                          | Tou dálkou                    | Zdeněk Marat                  | Vladimír Poštulka       |
| 1973   | Stříbrná          | Karol Duchoň a Eva Kostolányiová      | Chvála humoru                 | Igor Bázlik                   | Tomáš Janovic           |
| 1973   | Bronzová          | Aleš Ulm                              | Šálek šípkového čaje          | Milan Drobný                  | Vladimír Poštulka       |
| 1974   | Zlatá             | Helena Vondráčková                    | Malovaný džbánku              | Jindřich Brabec               | Jiří Aplt               |
| 1974   | Zlatá             | Karol Duchoň                          | Zem pamätá                    | Pavol Zelenay                 | Tibor Grünner           |
| 1974   | Stříbrná          | Martha a Tena Elefteriadu             | Náměstí                       | Aleš Sigmund                  | Aleš Sigmund            |
| 1974   | Bronzová          | Eva Kostolányiová                     | Dobré ráno želám              | Ali Brezovský                 | Alexander Karšay        |
| 1975   | Zlatá             | Waldemar Matuška                      | Pláňka                        | Bohuslav Ondráček             | Zdeněk Borovec          |
| 1975   | Stříbrná          | Helena Vondráčková                    | Láska zůstává dál             | Jiří Vondráček                | Jiří Vondráček          |
| 1975   | Stříbrná          | Jana Kocianová                        | Májový vánok                  | Ivan Horváth                  | Boris Droppa            |
| 1975   | Bronzová          | Hana Ulrychová                        | Nestůj, běž dál               | Zdeněk Marat                  | Zdeněk Borovec          |
| 1975   | Bronzová          | Martha a Tena Elefteriadu             | Táto, pojď si hrát            | Aleš Sigmund                  | Pavel Žák               |
| 1976   | Zlatá             | Jana Kocianová                        | Pár nôt                       | Pavol Zelenay                 | Ľuboš Zeman             |
| 1976   | Stříbrná          | Hana Ulrychová a Petr Ulrych          | Javory                        | Petr Ulrych                   | Ladislav Kopecký        |
| 1976   | Bronzová          | Věra Špinarová                        | Lúčenie                       | Janko Lehotský                | Ľuboš Zeman             |
| 1977   | Zlatá             | Modus                                 | Úsmev                         | Ján Lehotský                  | Kamil Peteraj           |
| 1977   | Stříbrná          | Karel Zich                            | Máš chuť majoránky            | Jiří Vondráček                | Zdeněk Borovec          |
| 1977   | Bronzová          | Marika Klesniaková                    | Pieseň z obloka               | Igor Bázlik                   | Kamil Peteraj           |
| 1978   | Zlatá             | Marika Gombitová                      | Študentská láska              | Pavol Hammel                  | Kamil Peteraj           |
| 1978   | Stříbrná          | Pavel Novák                           | Jdou panenky trávou           | Jindřich Brabec               | Jiří Aplt               |
| 1978   | Bronzová          | Dana Matějková                        | Jsou lásky, co léty nepominou | Bohuslav Sedláček             | Eva Pospíšilová         |
| 1979   | Zlatá             | Lešek Semelka                         | Šaty z šátků                  | Lešek Semelka                 | Pavel Vrba              |
| 1979   | Stříbrná          | Marika Gombitová                      | Vyznanie                      | Ján Lehotský                  | Kamil Peteraj           |
| 1979   | Bronzová          | Valérie Čižmárová                     | Žádný ptáčník nemá křídla     | Jaromír Klempíř               | Jaroslav Machek         |
| 1980   | Zlatá             | Marcela Králová                       | Monogram D+M                  | Jan Hála                      | Lucie Borovcová         |
| 1980   | Stříbrná          | Elán                                  | Kaskadér                      | Vašo Patejdl                  | Ľuboš Zeman             |
| 1980   | Bronzová          | Marika Gombitová a Janko Lehotský     | Tajomstvo hier                | Ján Lehotský                  | Kamil Peteraj           |
| 1981   | Zlatá             | Václav Neckář                         | Tvým dlouhým vlasům           | Jan Neckář                    | Zdeněk Rytíř            |
| 1981   | Stříbrná          | Věra Špinarová                        | Meteor lásky                  | Jiří Zmožek                   | Vladimír Čort           |
| 1981   | Bronzová          | Marcela Laiferová                     | Na cestu                      | Ladislav Briestenský          | Ladislav Briestenský    |
| 1981   | Bronzová          | Pavol Hammel                          | Cirkus Leto                   | Pavol Hammel                  | Boris Filan             |
| 1982   | Zlatá             | Hana Ulrychová a Petr Ulrych          | Kámen                         | Petr Ulrych                   | Ladislav Kopecký        |
| 1982   | Stříbrná          | Miroslav Žbirka                       | Atlantída                     | Miro Žbirka                   | Kamil Peteraj           |
| 1982   | Bronzová          | Modus                                 | Zrkadlo rokov                 | Ján Lehotský                  | Kamil Peteraj           |
| 1982   | Bronzová          | Pavol Hammel                          | Dnes už viem                  | Pavol Hammel                  | Boris Filan             |
| 1983   | Zlatá             | Miroslav Žbirka                       | Nechodí                       | Miro Žbirka                   | Kamil Peteraj           |
| 1983   | Stříbrná          | Karel Zich                            | Jeden tón                     | Karel Zich                    | Michal Bukovič          |
| 1983   | Stříbrná          | TYS ’80                               | Najlepší zo všetkých svetov   | Pavol Hammel                  | Boris Filan             |
| 1983   | Bronzová          | Lešek Semelka                         | Jména                         | Lešek Semelka                 | Pavel Vrba              |
| 1984   | Zlatá             | Júlia Hečková                         | Spútaná láskou                | Peter Hečko                   | Ľuboš Zeman             |
| 1984   | Stříbrná          | Lenka Filipová                        | Věnování                      | Lenka Filipová                | Zdeněk Rytíř            |
| 1984   | Bronzová          | Eva Hurychová a Jan Neckář            | To chce mít svůj systém       | Jan Neckář                    | Eduard Krečmar          |
| 1985   | Zlatá             | Olympic                               | Co je vůbec v nás             | Petr Janda                    | Pavel Vrba              |
| 1985   | Stříbrná          | Vašo Patejdl                          | Chlapčenský úsmev             | Vašo Patejdl                  | Ľuboš Zeman             |
| 1985   | Bronzová          | Mirka Brezovská a Mona Lisa           | Od piesne k piesni            | Ali Brezovský                 | Daniel Mikletič         |
| 1986   | Zlatá             | Petra Janů                            | S láskou má svět naději       | Karel Svoboda                 | Eduard Krečmar          |
| 1986   | Stříbrná          | Elán                                  | Detektívka                    | Jožo Ráž                      | Boris Filan             |
| 1986   | Bronzová          | Robo Grigorov                         | Valčík pre Európu             | Robo Grigorov                 | Kamil Peteraj           |
| 1987   | Zlatá             | Vašo Patejdl                          | Umenie žiť                    | Vašo Patejdl                  | Ľuboš Zeman             |
| 1987   | Stříbrná          | Robo Grigorov                         | Espresso Orient               | Robo Grigorov                 | Daniel Mikletič         |
| 1987   | Bronzová          | Berco Balogh                          | Milionár                      | Berco Balogh                  | Daniel Mikletič         |
| 1988   | Zlatá             | Berco Balogh                          | Farbami dýcha noc             | Pavol Kvassay                 | Monika Kozelová         |
| 1988   | Stříbrná          | Hana Křížková                         | Jablko lásky                  | Ondřej Soukup                 | Pavel Vrba              |
| 1988   | Bronzová          | Nika                                  | Dnes je láska príťaž          | Pavol Hammel                  | Jozef Augustín Štefánik |
| 1989   | Zlatá             | Banket                                | Aj ty!                        | Richard Müller                | Kamil Peteraj           |
| 1989   | Stříbrná          | Elán                                  | Van Goghovo ucho              | Ján Baláž                     | Boris Filan             |
| 1989   | Bronzová          | Žentour                               | Promilujem celou noc          | Žentour                       | Žentour                 |
| 1990   | Zlatá             | Bára Basiková a Precedens             | Tajemství                     | Martin Němec                  | Martin Němec            |
| 1990   | Stříbrná          | David Koller a Lucie                  | Mít tě sám                    | David Koller                  | David Koller            |
| 1990   | Bronzová          | Money Factor                          | Proti prúdu                   | Money Factor                  | Ľuboš Zeman             |
| 1997   | vítěz             | Katarína Hasprová                     | Jedno zbohom                  | Ján Lehotský                  | Kamil Peteraj           |

## Mezinárodní soutěž
| Ročník | Cena                       | Interpret          | Píseň                     | Hudba             | Text              |
| ------ | -------------------------- | ------------------ | ------------------------- | ----------------- | ----------------- |
| 1966   | Zlatý klíč Intervize       | Lili Ivanova       | Adagio                    | Angel Zaberski    |                   |
| 1967   | Zlatý klíč Intervize       | Eva Pilarová       | Requiem                   | Bohuslav Ondráček | Jan Schneider     |
| 1973   | Zlatá Bratislavská lyra    | Pavel Bartoň       | Tou dálkou                | Zdeněk Marat      | Vladimír Poštulka |
| 1974   | Bronzová Bratislavská lyra | Karol Duchoň       | Zem pamätá                | Pavol Zelenay     | Tibor Grünner     |
| 1976   | Zlatá Bratislavská lyra    | Jana Kocianová     | Pár nôt                   | Pavol Zelenay     | Ľuboš Zeman       |
| 1978   | Zlatá Bratislavská lyra    | Marika Gombitová   | Študentská láska          | Pavol Hammel      | Kamil Peteraj     |
| 1980   | Zlatá Bratislavská lyra    | Marcela Králová    | Monogram D+M              | Jan Hála          | Lucie Borovcová   |
| 1982   | Stříbrná Bratislavská lyra | Helena Vondráčková | Sblížení                  | Vítězslav Hádl    | Pavel Žák         |
| 1983   | Zlatá Bratislavská lyra    | Jana Kocianová     | Sklíčka dávnych stretnutí | Jan Kovář         | Ľuboš Zeman       |
| 1984   | Bronzová Bratislavská lyra | Jitka Zelenková    | Rád                       | Jiří Zmožek       | Boris Janíček     |
| 1985   | Zlatá Bratislavská lyra    | Edyta Geppert      | Jaka róża, taki cierń     | Włodzimierz Korcz | Jacek Cygan       |
| 1987   | Zlatá Bratislavská lyra    | Laima Vaikule      | Vernisazh                 | Raimonds Pauls    | Ilja Reznik       |
| 1988   | Stříbrná Bratislavská lyra | Berco Balogh       | Farbami dýcha noc         | Pavol Kvassay     | Monika Kozelová   |
| 1989   | Bronzová Bratislavská lyra | Banket             | Aj ty!                    | Richard Müller    | Kamil Peteraj     |

## Cena diváka
- 1972
  - I. místo Eva Kostolányiová – (Igor Bázlik / Ján Štrasser) – píseň Farebný sen
  - II. místo Eva Kostolányiová a Ľuboš Novotný – (Ivan Kramár / Peter Brhlovič) – píseň Zmysel nemých slov
- 1989 – Pavel Horňák – (František Janeček a Zdeněk Barták / Richard Bergman) – píseň Terč lásky

## Cena novinářů
- 1989 – Beáta Dubasová a Vašo Patejdl – (Vašo Patejdl / Ľuboš Zeman) – píseň Muzikantské byty[18][19][20]

## Za celoživotní dílo
- 1971 – Zlatá Bratislavská lyra, František Krištof Veselý – za celoživotní dílo a za interpretaci písní slovenských autorů
- 1974 – Zlatá Bratislavská lyra, Jiřina Salačová – za celoživotní zásluhy o rozvoj české populární hudby
- 1976 – Zlatá Bratislavská lyra, Judita Čeřovská – za celoživotní za přínos populární hudbě

## Zahraniční účinkující
- 1966 – Udo Jürgens, Hugues Aufray[14]
- 1967 – Sandie Shaw, Bill Ramsey[14]
- 1968 – The Shadows, The Easybeats, Julie Driscoll, Brian Auger & The Trinity[14]
- 1969 – The Beach Boys, Joe Hicks, Les Reed, The Tremeloes[3], Tereza Kesovija[4]
- 1970 – Cliff Richard, Josephine Baker[21]
- 1971 – Cliff Richard, Gilbert Bécaud[21]
- 1974 – Katona Klári
- 1975 – Nino Rota, Brenda Arnau[22]
- 1976 – Maryla Rodowicz, Corina Chiriac[23]
- 1977 – Boney M[21]
- 1979 – José Feliciano[21]
- 1981 – Billy Preston, Goombay Dance Band[17]
- 1982 – Amanda Lear[17][21], Toto Cutugno[24]
- 1983 – Smokie[25], Alla Pugačova, Donovan[17]
- 1985 – Mireille Mathieu[26]
- 1986 – Opus[17]
- 1989 – Joan Baez[17]
- 1998 – Joe Cocker[21]
- Al Bano & Romina Power
- Bad Boys Blue
- Reinhold Bilgeri
- Hot Chocolate
- John Mayall
- Rubettes
- Showaddywaddy
- Stevie Wonder
- a jiní.